# Réseau Vert
 (janvier 2023).
Si vous disposez d'ouvrages ou d'articles de référence ou si vous connaissez des sites web de qualité traitant du thème abordé ici, merci de compléter l'article en donnant les références utiles à sa vérifiabilité et en les liant à la section « Notes et références ».
Le Réseau Vert est un projet lancé en 1991 qui consiste à créer un réseau continu de rues réservées aux piétons, cyclistes, rollers au sein de la ville de Paris.

## Objectifs
L’accès serait autorisé, à vitesse limitée, aux riverains, livreurs, commerçants, taxis, véhicules d’urgence et de service.
L'objectif de ce projet, développé depuis 1991 par l'association du même nom, est d'obtenir un réseau d'environ 140 km maillant l'ensemble des arrondissements de Paris.

## Calendrier
Bien qu'il figure au programme de mandature de la municipalité élue au printemps 2001, le projet de Réseau Vert n'avait pas encore, à l'été 2006, connu de début de réalisation. Les premiers travaux se sont déroulés d'octobre 2006 à mars 2007 et concernaient le tronçon allant de l'angle des rues Réaumur et Saint-Denis jusqu'à celui des rues René-Boulanger et Taylor, soit environ 800 mètres. Il traverse les 2e, 3e et 10e arrondissements.
Cette réalisation est restée ignorée du public, la municipalité n'a procédé à aucune inauguration, ni médiatisation, et les promoteurs du projet, en particulier l'association Réseau Vert, l'ont jugée très éloignée de leurs souhaits et objectifs.
La suite était prévue pour la prochaine mandature, à partir de 2008. Au printemps 2009, les associations écologistes craignent que ce réseau passe aux oubliettes. Au début de l'année 2011, le réseau est limité à quelques tronçons, sans aucune continuité.

## Mise en sommeil
L'association a été mise en sommeil en 2017 après un déclin de son activité depuis le début des années 2000.